# Чурос
Чурос (на испански: el churro) е тесто, замесено с пшенично брашно, приготвено в зехтин. Произхождащи от Иберийския полуостров, т.нар. чурос са популярни в Испания, Португалия, Франция, Латинска Америка, Филипините и в някои части на САЩ.
Основните съставки са вода, пшенично брашно, зехтин или олио и сол. Чуро може да е издължено, с форма на бастунче или със слепени краища. Понастоящем понякога може да е с пълнеж или да е покрит със захар, шоколад, яйчен крем или „dulce de leche“ (карамелизирано мляко).

## Характеристики
Чурос са направени от смес от брашно, вода, захар и сол, която се изсипва в уред, откъдето се шприцоват (чрез екструдиране) с цилиндрична форма с дебелината на един пръст и с напречно сечение във формата на звезда. Пържат се в олио или зехтин, а след като са готови се поръсват със захар.
В случаите, при които се използва зехтин, обикновено се
смесва със слънчогледово или соево олио, поради високата цена на зехтина. Соевото олио не се използва самостоятелно поради дима, който се получава при пържене. Слънчогледовото олио обаче се използва най-често самостоятелно в сладкарниците за чурос, поради ниската му цена.

## Приготвяне и консумация
Чурос обикновено се пържат в обилно количество загрято олио, в малки количества (за да не залепнат помежду си) докато придобият златист цвят. Чурос се консумират скоро след приготвяне като сутрешна или следобедна закуска, заедно с топли напитки, като например горещ шоколад (в който се топят) или кафе с мляко. Консумират се повече през зимните месеци, а през лятото се търсят по-рядко. В супермаркетите може да се намери замразено тесто за чурос, готови за пържене, също така и полуготови чурос или дълбоко замразени, които единствено трябва да се затоплят на фурна или тостер, за да бъдат готови.

## Чурос в кухните по света
В Испания освен чурос се проготвят и „ruedas“ или „porras“, пържени изделия, които са със
спираловидна форма и са по-дебели от чурос.
В Мексико чурос са по-дебели и се поръсват с канела. Могат да се намерят пълни с шоколад, ванилия и карамелизирано мляко.
В Аржентина се приготвят с пълнеж от карамелизирано мляко, заляти с шоколад или и двете.
В Уругвай обикновено чурос са пълни с карамелизирано мляко, кашкавал и дори яйчен крем и са поръсени със захар.
Във Франция се продават под името „chichis“ (чичис). В САЩ е известен мексиканският вариант и се продава на циркове, увеселителни паркове и фестивали.